# Musées de Berlin-Dahlem

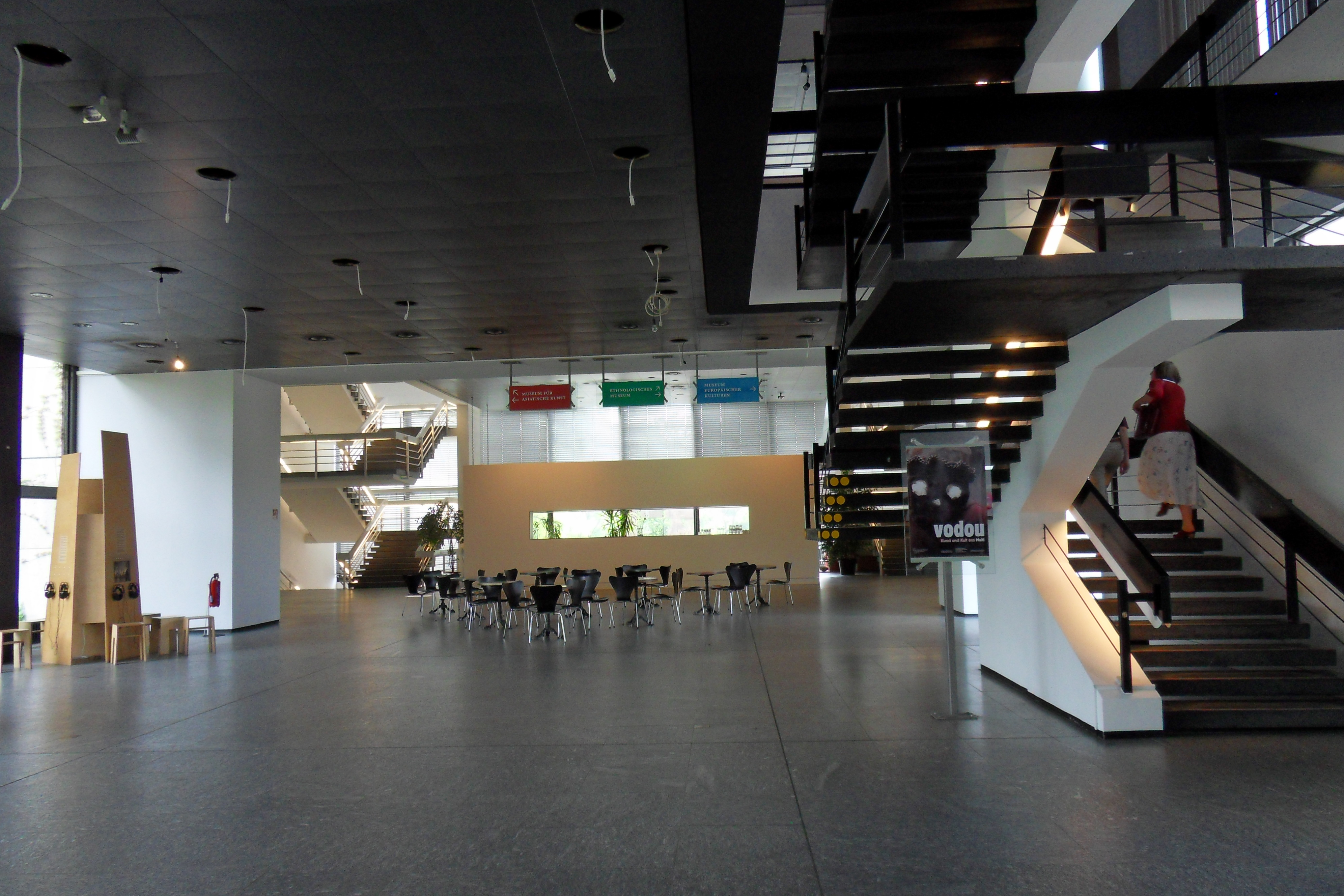
Vue intérieure.

Les musées de Berlin-Dahlem (Museumszentrum Berlin-Dahlem) forment un complexe de musées situés à Berlin-Dahlem, au sud-ouest de Berlin en Allemagne. Ces institutions font partie des Musées nationaux de Berlin (Staatliche Museen zu Berlin).
À la suite de nombreux transferts de collections, notamment liés à la réunification de l'Allemagne, des restructurations et des travaux sont effectués.

## Départements
Les musées de Dahlem comprennent :
- le Musée ethnologique de Berlin
- le musée d'Art asiatique de Berlin
- le Museum Europäischer Kulturen (musée des Cultures européennes), rouvert en 2011 ; c'est Virchow lui-même qui fut à l'origine de la fondation en 1889 du musée du Folklore et des Arts populaires allemands. Après la Seconde Guerre mondiale, un deuxième musée des Arts et Traditions populaires fut créé dans la partie ouest de la ville. La fusion des deux a été réalisée en 1992 dans les bâtiments des musées de Dahlem pour devenir le musée des Cultures européennes.

Les collections d'art non européen sont transférées à son ouverture en 2021 au Forum Humboldt, au sein du château de Berlin reconstruit.